# Третє
Третє (до 2016 року — Третій Інтернаціонал) — село в Україні, в Устинівській селищній громаді Кропивницького району Кіровоградської області. Населення становить 78 осіб.

## Населення
Згідно з переписом УРСР 1989 року чисельність наявного населення села становила 112 осіб, з яких 47 чоловіків та 65 жінок.
За переписом населення України 2001 року в селі мешкало 78 осіб.

### Мова
Розподіл населення за рідною мовою за даними перепису 2001 року:
| Мова       | Відсоток |
| ---------- | -------- |
| українська | 91,03 %  |
| російська  | 8,97 %   |